# Асаф ад-Даула
Асаф ад-Даула (гінді आसफ़ उद दौला, урду آصف الدولہ) (23 вересня 1748 — 21 вересня 1797) — наваб Ауду (васал Британії), коронований Шах Аламом II 26 січня 1775 року, син Шуджі ад-Даула.

## Правління
1775 року Асаф переніс столицю своєї держави з Файзабада до Лакхнау, збудувавши у новій столиці та навколо неї багато пам'яток. Фактично наваб перетворив Лакхнау на архітектурне диво. Багато пам'яток збереглись дотепер.
Шуджа ад-Даула залишив 2 млн фунтів стерлінгів схованими на території гарему. Вдова і мати покійного наваба претендували на цей скарб за умовами заповіту, який так і не був складений. Коли британський генерал-губернатор Індії Воррен Гастінгс натиснув на нового наваба для виплати їм боргу, належного Британській Ост-Індській компанії, наваб отримав від своєї матері кредит у розмірі 26 лакхів (2,6 мільйонів) рупій, за який він подарував їй джаґір у 4 рази більшої вартості. Пізніше він отримав від матері новий кредит у 30 лакхів (3 мільйони) рупій в обмін на повне визнання джаґіра матері її довічною власністю та невтручання у її справи Британської Ост-Індської компанії.
Під час голоду 1784 року розпочав будівництво «Асафі Імамбара» (споруду, оточене чудовими садами), яку як благодійний проєкт зі створення робочих місць. В результаті вдалося працевлаштувати понад 20 тис. осіб.
Помер 1797 року. Йому спадкував названий син Вазір Алі-хан.